# Кулик, Евгений Сергеевич (хоккеист)
Евгений Сергеевич Кулик (род. 12 июня 1993, Москва) — российский хоккеист, защитник. Младший брат Дениса Кулика (род. 1986).

## Карьера
Воспитанник московской хоккейной школы «Крылья Советов», за которые начал выступать на уровне открытого чемпионата Москвы, среди юношей и юниорской лиги Москвы. В «Крыльях» он выступал на позиции нападающего.
8 января 2011 года Кулик подписал свой первый профессиональный контракт с московским «Спартаком», где начал выступления за его молодёжную команду, на позиции защитника. За дебютный сезон в МХЛ, провёл 20 матчей и отметился одной результативной передачей. За МХК «Спартак» продолжал стабильно выступать до второй половины сезона КХЛ 2012/13. Учитывая что «красно-белые» потеряли все шансы на попадание в плей-офф, главный тренер Фёдор Канарейкин, решил привлекать молодых игроков к основной команде. 13 февраля 2013 года впервые попал в заявку на матч КХЛ и дебютировал в основном составе в матче против братиславского «Слована», проведя на площадке 21 смену. В первом матче четвертьфинала кубка надежды 2013 против минского «Динамо» открыл счёт персональным очкам, став одним из авторов результативной передачи на Егора Михайлова. 25 октября 2013 года забросил свою первую шайбу в Континентальной хоккейной лиге в ворота подмосковного «Витязя».
Сезон КХЛ 2013/14 оказался сложным в истории «Спартака», клуб столкнулся с серьёзными финансовыми проблемами и тем не менее это был отличный шанс показать себя молодым хоккеистам и Кулик этим шансом воспользовался, проведя 54 матча КХЛ и набрал 8 (4+4) результативных баллов по системе гол+пас. МХК «Спартак» в том сезоне дошёл финала Кубка Харламова. Кулик в плей-офф МХЛ из-за травмы сыграл всего пять матчей. По окончании сезона он получил приглашение от омского «Авангарда», где и выступал на протяжении трёх сезонов с небольшой командировкой в «Югру».
3 мая 2017 года Кулик вернулся в «Спартак». 30 апреля 2021 года в связи с истечением контракта покинул «Спартак».
4 мая 2021 года перешёл в челябинский «Трактор», соглашение рассчитано на два года. В начале декабря 2022 года был помещён в список отказов.

## Карьера в сборной
Дебют в составе национальной сборной России состоялся 7 февраля 2019 года на этапе Шведских хоккейных игр во время вынесенного матча против Финляндии. Также защитник неоднократно вызывался в состав Олимпийской сборной.

## Статистика
| Легенда | Легенда                    | Легенда | Легенда                   | Легенда | Легенда    |
| ------- | -------------------------- | ------- | ------------------------- | ------- | ---------- |
| И       | Количество проведённых игр | Штр     | Штрафное время            | +/−     | Плюс-минус |
| Г       | Голы                       | П       | Голевые передачи          | О       | Очки       |
| -       | Статистика неизвестна      | —       | Статистика не учитывалась |         |            |

### Клубная карьера
- a В этом сезоне в «Плей-офф» учитывается статистика игрока в Кубке Надежды.

## Достижения
- Серебряный призёр МХЛ сезона 2012/13
- Обладатель Кубка Харламова сезона 2013/14
- Бронзовый призёр КХЛ сезона 2021/22